# Luis Salom

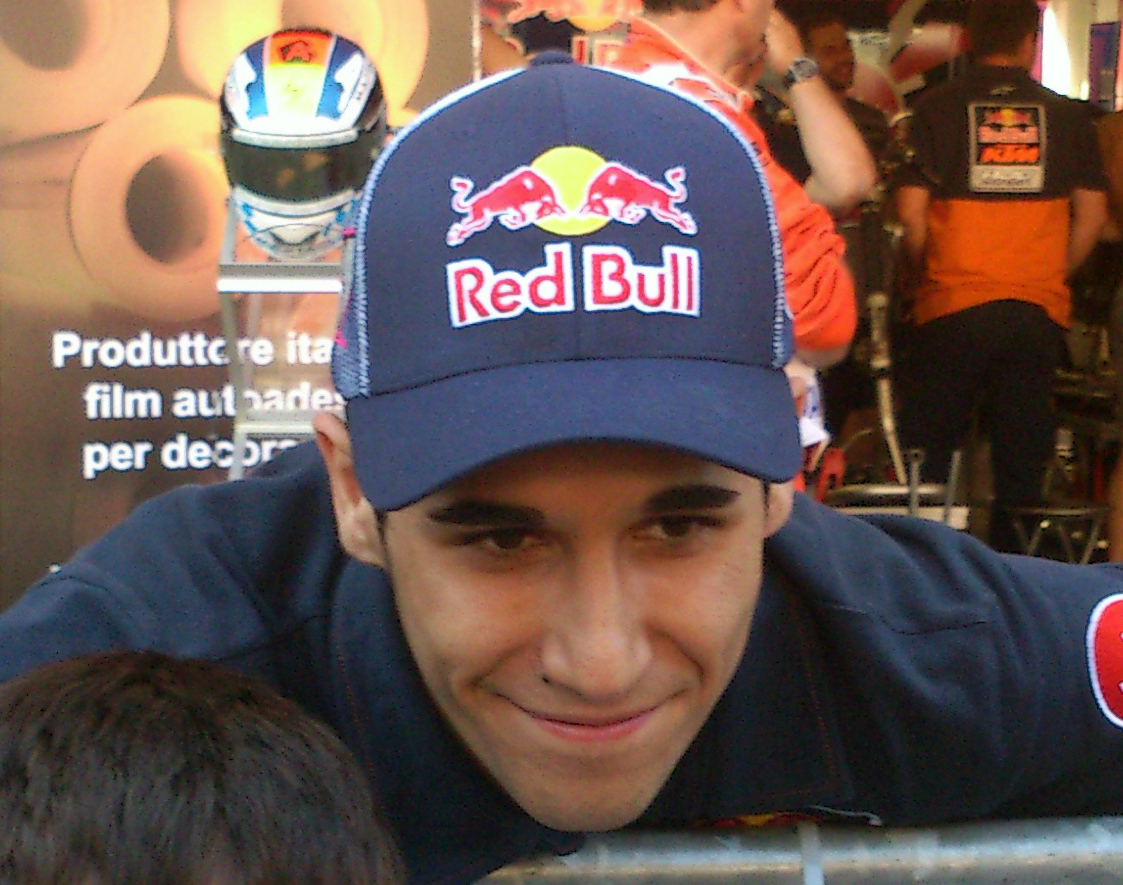
Luis Salom op het Circuit de Catalunya in 2013

Luis Jaime Salom Horrach (Palma de Mallorca, 7 augustus 1991 – Barcelona, 3 juni 2016) was een Spaans motorcoureur.
In 2007 maakte Salom zijn debuut in de FIM MotoGP Rookies Cup en won de race op het TT-Circuit Assen, waardoor hij vierde werd in het kampioenschap. In 2008 won hij vier van de eerste vijf races, maar door twee uitvalbeurten aan het einde van het seizoen moest hij de titel met vier punten verschil laten aan J.D. Beach.
In 2009 maakte Salom met een wildcard zijn debuut in de 125cc-klasse van het wereldkampioenschap wegrace tijdens de Grand Prix van Spanje op een Honda. Na nog een wildcardrace in Catalonië, was hij vanaf de TT van Assen op een Aprilia de vervanger van Simone Corsi.
In 2010 stapte hij over naar een Lambretta, maar ruilde deze na twee races alweer om voor een Honda. Tijdens de TT van Assen in 2011 behaalde hij zijn eerste podiumplaats met RW Racing GP, om er later tijdens het seizoen in Australië er een tweede aan toe te voegen. In 2012, toen de 125cc werd vervangen door de Moto3, behaalde Salom tijdens de Grand Prix van Indianapolis op een Kalex KTM zijn eerste overwinning. In Aragón won hij opnieuw en eindigde als tweede in het kampioenschap, zij het op geruime afstand van kampioen Sandro Cortese.
In 2013 won hij op een KTM de Grands Prix van Qatar, Italië, Catalonië, Assen, Tsjechië, Groot-Brittannië en Maleisië en leidde het kampioenschap tot de voorlaatste race in Japan, waarin hij uitviel. Tijdens de laatste race in Valencia viel hij opnieuw en ondanks dat hij zijn race weer kon vervolgen en op de veertiende plaats eindigde, haalden Maverick Viñales en Álex Rins hem in, waardoor hij derde in het kampioenschap werd.
In 2014 stapte Salom over naar de Moto2-klasse op een Kalex, waarin hij in zijn derde race in Argentinië al zijn eerste podiumplaats behaalde. In Italië behaalde hij zijn tweede podiumplaats en werd hiermee na Viñales de tweede rookie in het kampioenschap op plaats acht. In 2015 waren twee vijfde plaatsen tijdens de Grands Prix van Italië en Catalonië zijn beste resultaten en werd hiermee dertiende in het kampioenschap.
In 2016 werd Salom tweede tijdens de eerste race in Qatar en eindigde tot de race in Frankrijk regelmatig in de top 10.

## Overlijden
Op 3 juni 2016 tijdens de 2e vrije training voor de Grand Prix van Catalonië in Spanje maakte Salom in de 12e bocht van het circuit een zware crash mee. Hij werd door de marshals en medici aangetroffen met een hartstilstand en werd meteen gereanimeerd. Hij is vervolgens met spoed naar het ziekenhuis gebracht en werd direct geopereerd, maar dit mocht niet meer baten. Luis Salom overleed in het Spaanse ziekenhuis op 24-jarige leeftijd.